# Crotalaria spectabilis
Crotalaria spectabilis Roth, 1821 è una pianta della famiglia delle Fabacee nativa delle regioni tropicali dell'Asia.

## Usi
Viene usata come medicinale nella preparazione del bush tea.
Può causare ipertensione polmonare anche grave nonché palatoschisi per assunzione da parte di animali gravidi.